# Mario Trevi (psicoanalista)
Mario Trevi (Ancona, 3 aprile 1924 – Roma, 31 marzo 2011) è stato uno psicoanalista italiano di orientamento junghiano, tra i pionieri di questo indirizzo in Italia.

## Biografia
Nacque ad Ancona daI matrimonio tra il padre Giacomo, anconetano di origini ebraiche, e dalla madre Bianca, originaria di Diano d'Alba. In seguito al lavoro del padre, ingegnere, dapprima in Kenya e poi in Somalia, la madre si trasferì coi figli, Mario e le altre due figlie, nella casa dei nonni materni a Diano d'Alba e frequentarono la stessa scuola ed ebbero gli stessi professori di Beppe Fenoglio. Tra il 1936 ed il 1938 Mario e le due sorelle vissero da soli, rimasti orfani sia della madre che dei nonni materni.. Nel 1938, dopo la promulgazione delle Leggi razziali fasciste, il padre, dall'Africa, li sollecitò a spostarsi in una città più grande e così tornarono ad Ancona, presso la nonna paterna, fino a quando, dopo il proclama Badoglio dell'8 settembre 1943, si rifugiarono in una pieve abbandonata nella frazione Sant'Elia di Fabriano e poco dopo Mario decise di unirsi ad una banda di partigiani che avevano la base sul Monte Murano, detto ''la Rossa''. Alla fine del 1944 si arruolò nell'esercito di liberazione e finita la guerra, dopo vari lavori, insegnò storia al liceo classico Vitruvio Pollione di Formia. In difficoltà a tornare alla vita normale dopo le vicende belliche, si rivolse allo psicanalista Ernst Bernhard, di cui divenne allievo.
Nel 1960 fu tra i membri fondatori dell'Associazione Italiana per lo Studio della Psicologia Analitica (AIPA), insieme a Bianca Garufi, Carlo L. Iandelli, Silvana Radogna, Claudio Modigliani, Paolo Aite, Marcello Pignatelli, Michele Pignatelli, Francesco Montanari, Gianfranco Tedeschi, Silvia Montefoschi, Mariella Loriga, Severino Rusconi, Mario Moreno, Enzo Lezzi, Enrico Rasio, Francesco Minozzi e Hélène Erba-Tissot.
Nel 1966 fondò poi il Centro Italiano di Psicologia Analitica (CIPA), una delle due associazioni (assieme all'AIPA) che riunisce gli analisti seguaci della scuola junghiana in Italia. Fu membro anche dell'International Association for Analytical Psychology.
Ha pubblicato vari studi di psicologia generale e di critica alla teoria junghiana, occupandosi in particolar modo del simbolismo. Ha diretto la rivista "Metaxù" che, oltre a raccogliere scritti psicoanalitici nell'indirizzo junghiano, si occupa in special modo di ricerca sui simboli. Tra i redattori: Umberto Galimberti, Luigi Aversa, Enzo Vittorio Trapanese, Paolo Francesco Pieri, Angiola Iapoce, Amedeo Ruberto, Paulo Barone, Mauro La Forgia, Maria Ilena Marozza e Vincenzo Caretti.
Era padre dello scrittore Emanuele Trevi (Premio Strega 2021) con cui ha pubblicato il libro Invasioni controllate (2007). Si dichiarava amante, anche sul piano ideologico, de le zone d’ombra dell’esistenza.

## Pubblicazioni

### Monografie
- Studi sull'ombra (con Augusto Romano), Venezia: Marsilio, 1975, 19902 ISBN 8831753517; Milano: Cortina, 2009 ISBN 9788860302274
- Metafore del simbolo: ricerche sulla funzione simbolica nella psicologia complessa, Milano: Cortina, 1986 ISBN 887078066X
- Interpretatio duplex, Roma: Borla, 1986
- Per uno junghismo critico, Milano: Bompiani, 1987[6]
- L'altra lettura di Jung, Milano: Cortina, 1988 ISBN 887078102X
- Adesione a distanza I: lettura critica de "L'Io e l'inconscio" di Jung, Roma: Melusina, 1993 ISBN 8876970118
- Adesione e distanza II: lettura critica dei "Tipi psicologici" di Jung, Roma: Melusina, 1993 ISBN 8876970258
- Saggi di critica neojunghiana, Milano: Feltrinelli, 1993 ISBN 8807081210
- Il lavoro psicoterapeutico: limiti e controversie, Roma: Theoria, 1993 ISBN 8824103103
- Riprendere Jung (con Marco Innamorati), Torino: Bollati Boringhieri, 2000 ISBN 8833912779
- Invasioni controllate (con Emanuele Trevi), Roma: Castelvecchi, 2007 ISBN 9788876152092
- Dialogo sull'arte del dialogo (con Alessandro Fedrigo), Milano: Feltrinelli, 2008 ISBN 9788807710322

### Varie altre
- Introduzione a Carl Gustav Jung, L'io e l'inconscio, Torino: Boringhieri, 1967; 19852 ISBN 8833900282
- Introduzione a Carl Gustav Jung, Psicologia dell'inconscio, Torino: Boringhieri, 1968
- Traduzione (con Amalia D'Agostino Schanzer) di Anthony Storr, L'integrazione della personalità, Roma: Astrolabio, 1969
- Prefazione a Carl Gustav Jung e Károly Kerényi, Prolegomeni allo studio scientifico della mitologia, Torino: Boringhieri, 1972
- Introduzione a Mario Moreno, La dimensione simbolica, Venezia: Marsilio, 1973
- Introduzione a Erich Neumann, L'uomo creativo, Venezia: Marsilio, 1975
- Intervento al documentario di Ottavio Rosati La mia voce ti accompagnerà su Milton H. Erickson, Rai Radio3, 1985. Sul canale Youtube ipodplays, n.5
- Cura di Theodore Flournoy, Dalle Indie al pianeta Marte: il caso Hélène Smith dallo spiritismo alla nascita della psicoanalisi, Milano: Feltrinelli, 1985 ISBN 8807080303
- Introduzione a Il libro di Giobbe, Milano: Feltrinelli, 1991 ISBN 880782020X
- Introduzione a Robert Louis Stevenson, Il dottor Jekyll e Mr. Hyde, Milano: Feltrinelli, 1991; ISBN 9788807820076
- Introduzione a Carl Gustav Jung, Tipi psicologici, Milano: Oscar Mondadori, 1993 ISBN 8804370955
- Mario Trevi, Da Jung a Fellini, amo le zone d'ombra dell'esistenza, intervista a cura di Antonio Gnoli, La Repubblica, 29 giugno 2010 Intervista